# Catanauan
Catanauan es un municipio filipino de primera clase, perteneciente a la provincia de Quezon, en la región de Calabarzon.

## Toponimia
El lugar puede aparecer referido como «Catanauan» y «Catanavan».

## Historia
Hacia mediados del siglo XIX, el lugar, ya por entonces perteneciente a la provincia de Tayabas, tenía contabilizada una población de 1761 habitantes, repartidos en 293 casas. Aparece descrito en el primer volumen del Diccionario geográfico, estadístico, histórico de las Islas Filipinas (1850) de Manuel Buzeta Núñez y Felipe Bravo con las siguientes palabras:

CATANAUAN ó CATANAVAN: pueblo con cura y gobernadorcillo, en la isla de Luzon, prov. de Tayabas, dióc. de Nueva-Cáceres; sit. en los 125° 59' long., 13° 36' lat., en la costa meridional de la prov., sobre una pequeña ensenada á que da nombre, á la orilla izq. del r. que tambien recibe su nombre, y á la der. de otro mucho mas pequeño, no lejos del desagüe de ambos en la referida ensenada. Hállase en terreno desigual, y clima templado y saludable, bastante defendido de los vientos del N. E. Tiene unas 293 casas de sencilla construccion, pudiendo distinguirse únicamente entre ellas como mas notables, la casa parroquial y la llamada tribunal ó de justicia, donde está la cárcel. Hay escuela de primeras letras, á la que concurren bastantes alumnos, dotada de los fondos de comunidad; é igl. parr. de buena fábrica, servida por un cura secular. Próximo á esta se halla el cementerio, que es capaz y ventilado. Comunícase con la capital y aun con los pueblos inmediatos por medio de sus ligeras embarcaciones, siendo muy difíciles sus comunicaciones terrestres, en razon de lo quebrado del terreno cortado por numerosos r. El term. confina por O. con la punta de Tuguian (dist. unas 2 ½ leg.); por S. con la ensenada que tiene l nombre del pueblo que describimos; por S. E. con el pueblo de Mulunay sobre la misma costa (dist. unas 2 ¼ leg.), y por N. y E. con los montes que se estienden hácia el centro de la prov. El terreno es bastante fértil, y está bañado por numerosos r. que hacen muy productivas sus tierras: en él abundan mucho los montes. En ellos se crian buenas maderas de construccion, ébano, tíndalo, banaba, molavin, naga, etc.; se cria ademas toda clase de palma brava, y caza mayor y menor, como búfalos, javalíes, venados, gallos, tórtolas, etc. Sus prod. son: arroz, caña dulce, añil, algodon, trigo, café, cacao y pimienta. De sus bosques se estrae pez, brea y alquitran; no careciendo tampoco de frutas, como cocos, mangas y algunas otras propias del pais. La miel y la cera se recogen en bastante cantidad, pues abundan mucho los enjambres de abejas, que buscan en los huecos de los troncos de los árboles ó en las canteras un sitio á propósito para depositar estos productos de que se utiliza el hombre. La ind. consiste en la agricultura, en la cria de diferentes clases de animales, en la estraccion de la brea, pez y alquitran que sacan de los arbustos, como tambien del aceite de los cocos. Sus tejidos de algodon y abacá les alcanza únicamente para sus usos domésticos. El comercio lo forma la esportacion de todos sus productos naturales y fabriles, esceptuando aquella parte que sus hab. necesitan para su uso y consumo particular. pobl. 1,761 alm., 573½ trib., que ascienden á 5,735 rs. plata, equivalentes á 14,337 rs. vn.
(Buzeta y Bravo, 1850, pp. 524-525)

En 2020, tenía censados 72 752 habitantes.